# Svärdstör
Svärdstör (Psephurus gladius) var en mycket stor art i familjen skedstörar som förekom i Yangtzefloden i Kina. Arten har inte observerats sedan 2003 och betraktas numera som utdöd.

## Utseende
Svärdstören är en avlång fisk med långt huvud och starkt förlängd nos med en platt, paddelliknande form. Kroppen har små fjäll, men endast på stjärtfenan och dess spole. Liksom hos de egentliga störfiskarna (familjen Acipenseridae) har den en utskjälpbar mun, men denna har tänder, om än mycket små, och saknar skäggtömmar. Arten mäter i snitt 3 meter. Uppgifter om maximallängd på 7 meter bedöms av andra forskare som osannolika.

## Utbredning och systematik
Det sista utbredningsområdet var Yangtzefloden, inklusive dess estuarium vid Östkinesiska havet. Historiskt har den även förekommit i Gula floden, som är sammankopplad genom Stora kanalen, och dess estuarium vid Gula havet.
Svärdstören placeras som ensam art i släktet Psephurus, och är en av två arter inom familjen Polyodontidae, där den andra är den amerikanska skedstören (Polyodon spathula). Det finns fossil av skedstörar som är 125 miljoner år gamla.

## Ekologi
Litet är känt om svärdstörens ekologi, men man antar den var anadrom; att den levde huvudsakliga delen av sitt liv i saltvatten eller, i detta fall, flodmynningens brackvatten, och gick upp i floden främst för att leka. Utanför parningstiden var den solitär. Födan bestod främst av fisk, men den tog också krabbor och räkor.

### Fortplantning
Svärdstören blev könsmogen vid en ålder av 8 till 12 år och en vikt av 25 kg. Lektiden inföll under mitten av mars till tidigt i april, då fiskarna samlades uppe i Yangtzefloden, vid ett område med blandad sand- och dy- respektive småsten- och grusbotten, på 10 m djup.

## Status och hot

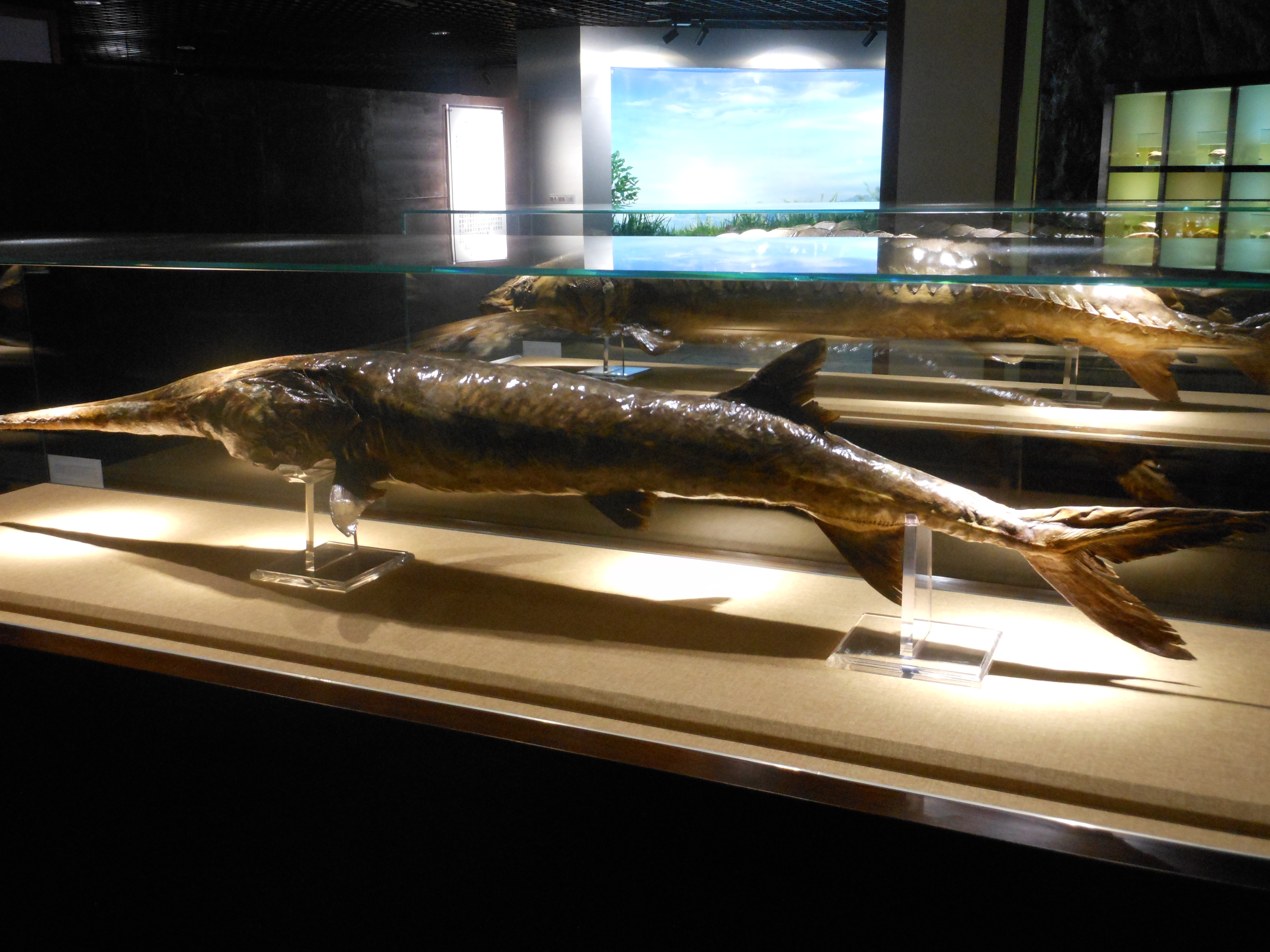
Ett specimen av Psephurus gladius utställt på Museum of Hydrobiological Sciences på Wuhan Institute of Hydrobiology.

Arten är klassificerad som utdöd av IUCN. 2002 fångades en hona som dog snart efteråt, och 2003 observerades och följdes en individ. Detta var de två sista kända observationerna av arten. 2010 uppskattade man populationen till mindre än 50 individer. Främsta orsak till nedgången har varit överfiske och dammbyggen som hindrar artens lekvandringar. Försök med uppfödning har inte varit framgångsrika.